# Monsters We Met
Monsters We Met ("Monstres que ens vàrem trobar") és una sèrie de televisió en tres parts produïda el 2003 per la BBC. La sèrie va utilitzar els mateixos efectes especials que s'havien fet servir a Caminant entre dinosaures o Walking with Beasts, però incloent-hi actors humans per primera vegada. La sèrie es concentra en l'expansió d'Homo sapiens a Amèrica, Austràlia i Nova Zelanda. A cada episodi, se segueix un grup de colonitzadors humans i els animals que es troben als llocs on arriben.

## Episodis

### The Eternal Frontier (la frontera eterna)
Els humans arriben a Amèrica fa 14.000 anys i han d'aprendre a caçar mamuts i fugir de les urpes letals dels dent de sabre.

### The Burning (la cremació)
Els primers colonitzadors d'Austràlia, fa 65.000 anys, arriben a una terra devastada pels incendis i per la sequera. A més, han d'enfrontar-se a un rèptil gegant anomenat Megalania.

### The End of Eden (la fi de l'Edèn)
Quan els primers polinesis arriben a Nova Zelanda, no fa ni tan sols un mil·lenni, hi troben una terra sense mamífers terrestres on les aus són els animals dominants i han crescut a mides enormes. Però en pocs segles, l'home elimina la majoria dels animals...